# 메리 픽퍼드
글래디스 루이즈 스미스(영어: Gladys Louise Smith, 1892년 4월 8일 ~ 1979년 5월 29일)는 메리 픽퍼드(영어: Mary Pickford)라는 예명으로 활동했던 캐나다 태생의 미국의 배우이자 영화 스튜디오 유나이티드 아티스츠의 공동 설립자, 영화 예술 과학 아카데미의 초기 36명 설립자 중 한 명이었다. 《America's Sweetheart》,《Little Mary》,《The girl with the curls》로 알려진 픽퍼드는 초기 할리우드에 있어 캐나다인 개척자 중 한명이자 영화 산업이 발전하는 데 있어 상당한 영향력을 끼친 인물이었다.
1929년 영화 《코퀘트》를 통해 아카데미 여우주연상을 수상했으며, 1976년 아카데미 공로상을 수상했다.

## 출연 작품
- 그녀의 첫 비스킷 (1909)
- 꿈 (1911)
- 아트풀 케이트 (1911)
- 달콤한 기억 (1911)
- 신데렐라 (1914) - 신데렐라 역
- 테스 오브 더 스톰 컨추리 (1914)
- 어 로맨스 오브 더 레드 우즈 (1917)
- 더 리틀 아메리칸 (1917)
- 푸어 리틀 리치 걸 (1917)
- 로시타 (1923)
- 코퀘트 (1929)
- 키키 (1931)
- 시크릿 (1933)